# IAR-330 (航空機)
IAR-330
IAR-330L 救急ヘリコプター仕様
- 用途：ヘリコプター
- 分類：輸送ヘリコプター、攻撃ヘリコプター
- 設計者： シュド・アビアシオン/ IAR
- 製造者： IAR
- 運用者：
  -  ルーマニア （ルーマニア空軍、ルーマニア海軍）
  -  南アフリカ共和国 （南アフリカ空軍）
  -  パキスタン （パキスタン陸軍）
  -  スーダン （スーダン空軍）
  -  インドネシア （インドネシア空軍）
  -  レバノン （レバノン空軍）
  - このほかにイギリス軍が旧南アフリカ空軍の機体を部品取り用に購入
- 初飛行：1975年10月22日
- 生産数：163 機
- 生産開始：1975年
- 運用状況：現役

IAR-330（ルーマニア語: IAR-330）は、ルーマニアの航空機メーカーであるIAR(Intreprinderea de Constructii Aeronautice、現Industria Aeronautică Română)の生産したヘリコプターである。フランスのアエロスパシアル(Aérospatiale)が開発したSA 330ピューマのライセンス生産機である。ルーマニア空軍など国内での運用のほか、アフリカなどへ輸出もされた。

## 概要
IAR-330HはSA 330H輸送ヘリコプターのライセンス生産型で、IAR-330の基本型となった。SA 330はシュド・アビアシオン(Sud Aviacion)社(のちのアエロスパシアル社、現ユーロコプター社)で開発された多目的輸送ヘリコプターで、1965年に初飛行、世界各国で使用された。ルーマニアでライセンス生産されたほか、インドネシアでも機体の組み立てが行われた。また、フランス経由での海外への販売も行われ、アパルトヘイト問題などでフランスからのSA 330Hの正規輸入が困難になっていた南アフリカ共和国へも事実上の迂回輸出が行なわれ、さらに現地の航空機メーカー・アトラス社によってTP-1オリックスと呼ばれる海賊版SA 330Hと各種派生型が生産された。オリックスは後に原産国のフランスと訴訟問題に発展した。このほかにレバノンやスーダンにも少数の機体が輸出されている。
IAR-330は、合わせて163機以上が国内向けに生産され、104機がルーマニア軍に納品された。また海外へは57機が輸出されている。捜索救難型は、海上運用ができるように洋上装備が付加されたが、少数が生産されたにとどまる。IAR-330には、国内で製造されたエンジンが搭載されている。
IAR-330は、軍用ヘリコプター分野においてIAR-316（en）と共にニコラエ・チャウシェスク政権のとった独自路線を支える基盤となった。これらフランス生まれのライセンス生産機のおかげで、ルーマニアは他のワルシャワ条約機構加盟国のように軍用ヘリコプターをソ連製一辺倒にする必要が無かった。ルーマニア軍では他国で多数運用されたMi-2やMi-4、Mi-24は使用されず、Mi-8/17も少数の運用に留まっている。

### IAR-330L SOCAT

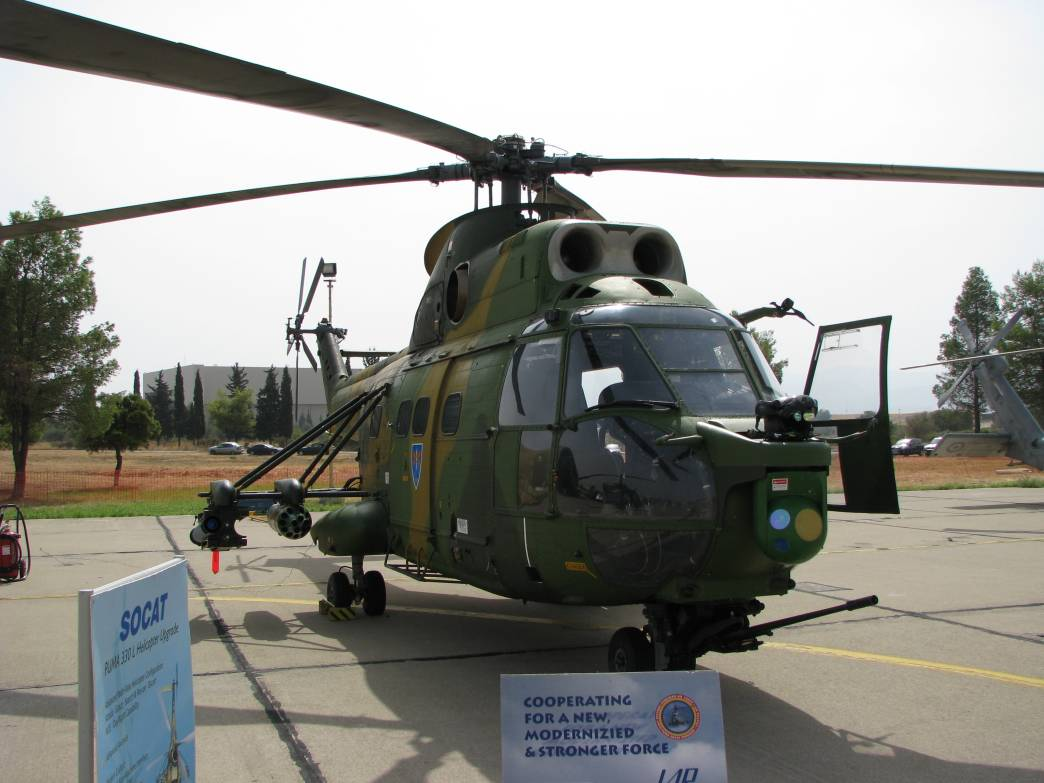
IAR-330L SOCAT 攻撃ヘリコプター

ルーマニア軍は上記のようにMi-24を導入しなかったため、IAR-316とIAR-330には近接航空支援及び対戦車攻撃任務に対応できるように機関砲とロケット弾を装備可能としていた。しかしIAR-330は対戦車ミサイルの運用能力が無かった（9M14マリュートカの運用試験は行われていたが、試験のみに止まっていた）ため対戦車戦闘任務に対しては能力不足の感は否めなかった。
IAR-316は対戦車ミサイルの運用が可能であったが老朽化と陳腐化が進んでいた他、1992年に発効されたヨーロッパ通常戦力条約によりルーマニア軍は武装・攻撃ヘリコプターの保有総数を120機に制限されたため、ルーマニア国防省はIAR-330Lに近代化改修を行って、より高性能な攻撃ヘリコプターとする事を決定した。
IARは1994年からイスラエルのエルビット・システムズと合同でIAR-330に対戦車戦闘能力を付与するためにSOCAT（ルーマニア語: Sistem Optronic de Cercetare şi Anti-Tanc: 対戦車光学索敵・戦闘システム）の開発を開始し、1998年に試作機が初飛行。翌1999年からは24機のIAR-300LにSOCATを組み込んでIAR-330L SOCATに改修した。

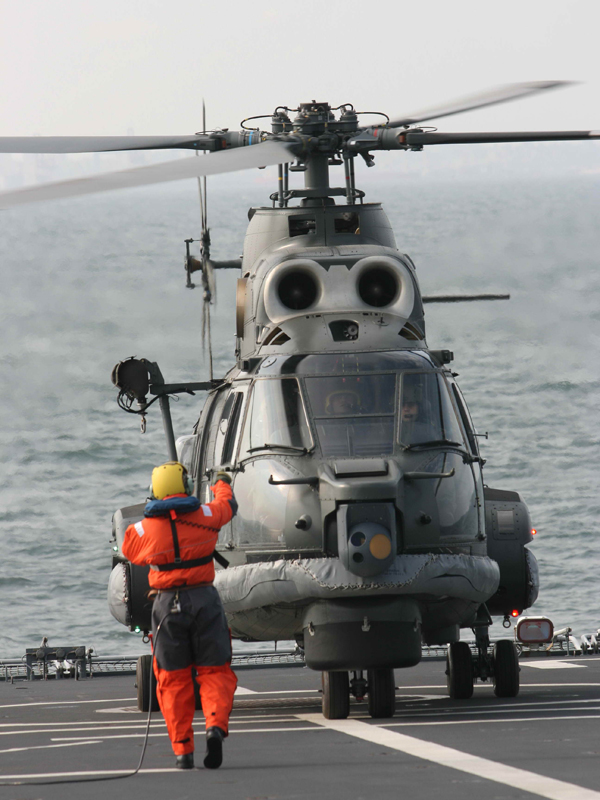
IAR 330 Naval。機体前面下部には、緊急着水時に使用するフロートが装着されている。

IAR-330L SOCATは機首前面にスパイクER対戦車ミサイルの照準装置と暗視装置を装備し、最大8発までのスパイクERを搭載可能であるほか、フランスNexter社製の20mmチェーンガンを1門装備したターレットを機首下部に装備している。このほかにHOTAS（Hands On Throttle and Stick：両手を操縦桿とスロットルから離さずに無線や武装の操作が可能）の概念を導入するなどアビオニクスも大幅に改良されている。
また、ルーマニア海軍は2007年にIAR-300 Navalを3機発注した。IAR-300 NavalはIAR-330Lに洋上装備とSOCATシステム（スパイクの運用能力は無し）を装備した機体で、2008年に引き渡しと運用試験を完了した。IAR-300 Navalは「F111 マラシェシュティ」と「F221 レジェーレ・フェルディナンド」、「F222 レジーナ・マリア」艦上での運用が可能であり、洋上の捜索救難と救急任務、洋上哨戒に使用されるが、ディッピングソナーや磁気探知機などの対潜水艦戦用装備は搭載されていない。

## 性能諸元(IAR-330L SOCAT)
- 機体全長：15.0 m
- 機体全高：4.6 m
- 機体全幅：3.38 m
- 主回転翼直径：16.2 m
- 空虚重量：3615 kg
- 最大離陸重量：7400 kg

IAR-330L SOCAT三面図

- 発動機：チュルモ IV B ターボシャフトエンジン（ルーマニアでのライセンス生産）×2
- 出力：1400 hp ×2
- 超過禁止速度：263 km/h

武装（SOCAT改修前）
- 23 mm機関砲NR-23 ×2（弾薬は1門あたり400発、機体前部側面に装備）
- 12.7mmDShKM重機関銃 ×2（ドアガン、普段は機体右側のみに搭載）
- S-5 57mmロケット弾 UB-16-57 16連装ポッド ×4（機体左右計4か所のハードポイントに搭載）
- 9M14マリュートカ有線誘導対戦車ミサイル ×4（試験のみ）
- 50kg爆弾または100 kg爆弾 ×4（試験のみ）

武装（SOCAT改修後）
- ネクスター THL-20(en) 20mmチェーンガン ×1（弾薬850発、機首に搭載）
- S-5 57mmロケット弾 UB-16-57 16連装ポッド ×2（内側2か所のハードポイントに搭載。スパイクER非搭載時には4基装備可能）
- スパイクER赤外線画像追尾式対戦車ミサイル ×8（外側2か所のハードポイントに4連装で搭載）

## 運用国
- インドネシア - インドネシア空軍
- ケニア - ケニア空軍[1]。退役済み[2]。
- レバノン - レバノン空軍
- パキスタン - パキスタン陸軍
- ルーマニア - ルーマニア空軍、ルーマニア海軍
- 南アフリカ共和国 - 南アフリカ空軍
- スーダン - スーダン空軍
- このほかにイギリス軍が旧南アフリカ空軍の機体を部品取り用に購入

## 関連事項
ルーマニアの軍用ヘリコプター
IAR-330H/L
- IAR-316B
- IAR-317 Airfox
- Mi-8T/PS/-17

IAR製ヘリコプターのもととなった機体
- SA 316B アルエットIII
- SA 330 ピューマ

その他
- Mi-24 - ワルシャワ条約機構で一般的なソ連製攻撃ヘリコプター。
- AH-2 ローイファルク - 南アフリカ製の攻撃ヘリコプター。SA 330 ピューマを基にしているが、対戦車攻撃に特化された機体設計を持つ。